# 아르타크세르크세스 5세 베소스

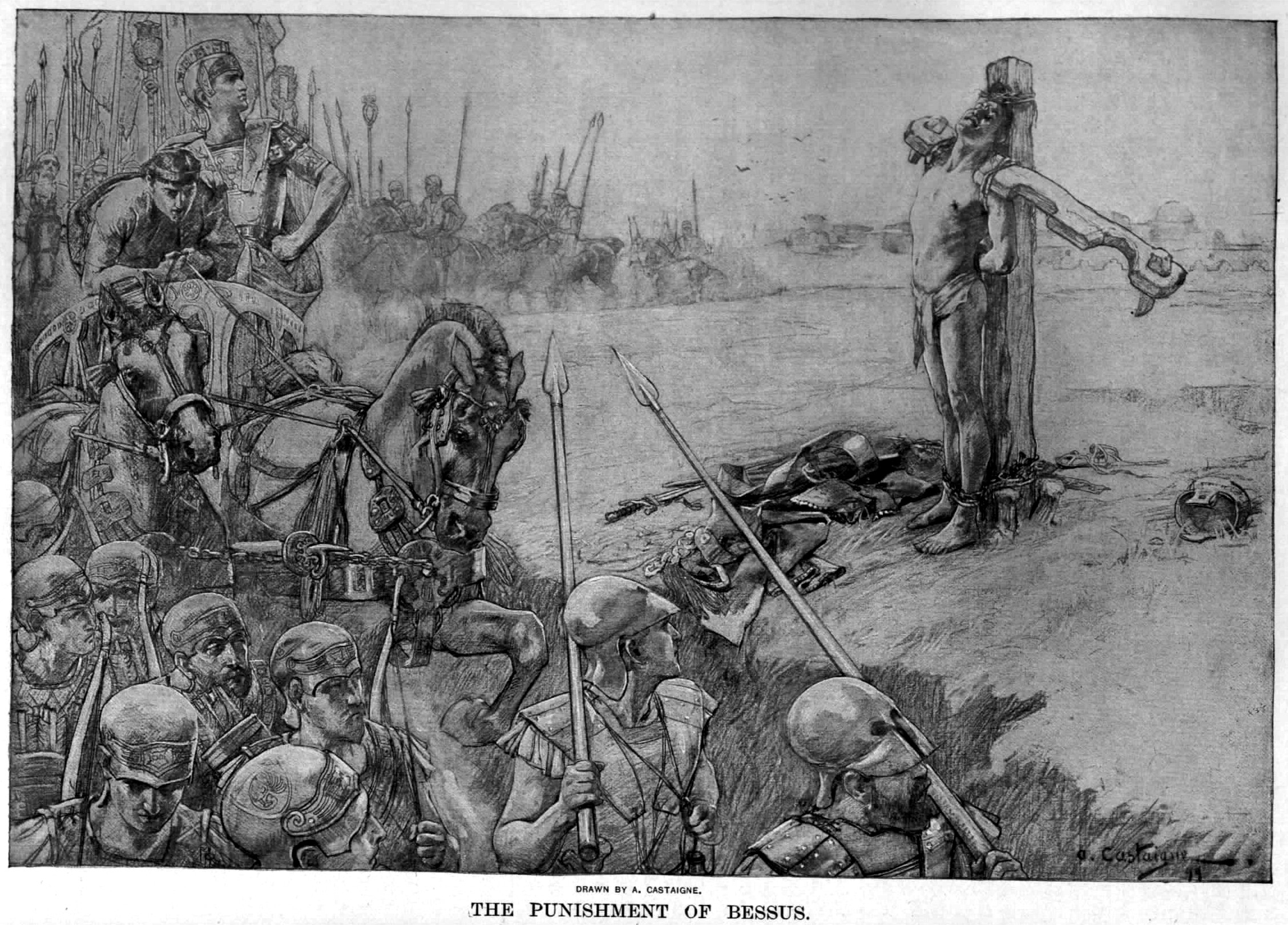
알렉산더 군에게 책형되는 베소스 (앙드레 카스테뉴)

아르타크세르크세스 5세 베소스(라틴어: Artaxerxes V Bessus, ? - 기원전 329년)는 페르시아 제국 아케메네스 왕조의 박트리아 사트라프(태수)였다. 가우가멜라 전투에서 페르시아 왕 다리우스 3세가 마케도니아 왕국의 알렉산더 대왕에게 패하자, 다리우스 3세와 친척들을 죽이고 스스로 왕을 자칭했지만, 기원전 329년 알렉산더의 추격을 받아 처형되었다.

## 생애
아케메네스 왕조 말기의 박트리아 총독이었던 베소스는 알렉산더 대왕의 동정이 시작되자, 다리우스 3세에 의해 소집되어 군을 지휘했다. 알렉산더의 원정 중 마지막 대회전이 된 기원전 331년의 가우가멜라 전투에서는 기병을 중심으로 하는 박트리아 병이나 스키타이 병사에 의해 구성된 좌익 부대의 지휘를 맡아, 마케도니아 군을 매우 고전하게 했지만, 본대가 무너져 패주하자 마케도니아 군의 승리로 끝났다.
베소스는 다리우스 3세 등과 함께 전장에서 이탈해 동쪽으로 달아났다. 대군을 거느리고서도 계속된 패배를 반복한 다리우스 3세의 권위는 이미 사라지고 없었다. 기원전 330년, 베소스는 동료들과 공모하여 다리우스 3세를 암살하고, 소그디아나의 유력자 스피타메네스와 태수인 옥시아르테스 등과 동맹을 맺고, 스스로 페르시아 왕을 자칭하면서 아르타크세르크세스로 불렀다.
그러나 알렉산더는 다리우스 3세의 시체를 발견하고서, 성대한 장례식을 거행하여 다리우스 3세를 매장했다. 그의 복수를 한다는 명목으로 베소스 토벌 명령을 내려 동쪽으로 계속 진군하였다. 알렉산더가 힌두쿠시산맥을 넘어 박트리아에 침입하자, 베소스는 저항을 포기하고 도망을 선택했다. 스피타메네스와 옥시아르테스와 함께 오크소스 강(아무다리야강)에서 배를 타고 나우탁으로 도피했다.
그러나 동맹자 스피타메네스의 배신으로 붙잡혀 항복의 선물로 알렉산더에게 인도되었다. 기원전 329년 귀와 코를 베고, 다리우스 3세를 살해한 곳에서 처형되었다고 알려졌다. 베소스가 페르시아 왕 아르타크세르크세스 5세를 자칭하기는 했어도, 일반적으로 페르시아의 왕으로 손꼽고 있다.